# Fer coeruleipennis
Fer coeruleipennis är en insektsart som beskrevs av Bolívar, I. 1918. Fer coeruleipennis ingår i släktet Fer och familjen gräshoppor. Inga underarter finns listade i Catalogue of Life.